# Gladys Ingle
Pour les articles homonymes, voir Ingle.
Gladys Ingle (28 mars 1899 - 27 octobre 1981) est une aviatrice et cascadeuse américaine, membre de l'équipe de cascades aériennes des 13 Black Cats.

## Biographie
Ingle est la quatrième femme pilote brevetée des États-Unis. Elle  commence à effectuer des sauts depuis des ballons pour le C.P.O. Cirque aérien en 1921. En 1922, elle commence à faire des cascades impliquant des avions. Grâce à ses performances dans les années 1920 et 1930, elle est mondialement connue pour ses acrobaties aériennes et sa marche sur les ailes.

### Articles connexes

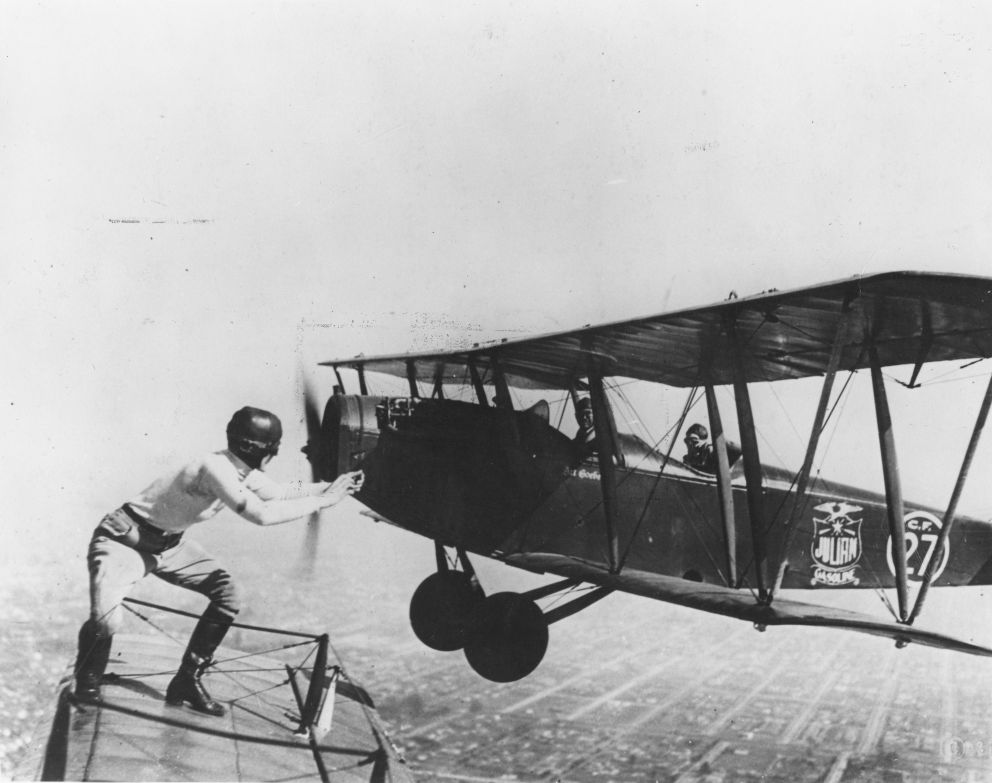
Gladys Ingle se prépare à passer de Jenny de Bon MacDougall à l'avion d'Art Goebel en vol.